# Music Industry Awards 2018

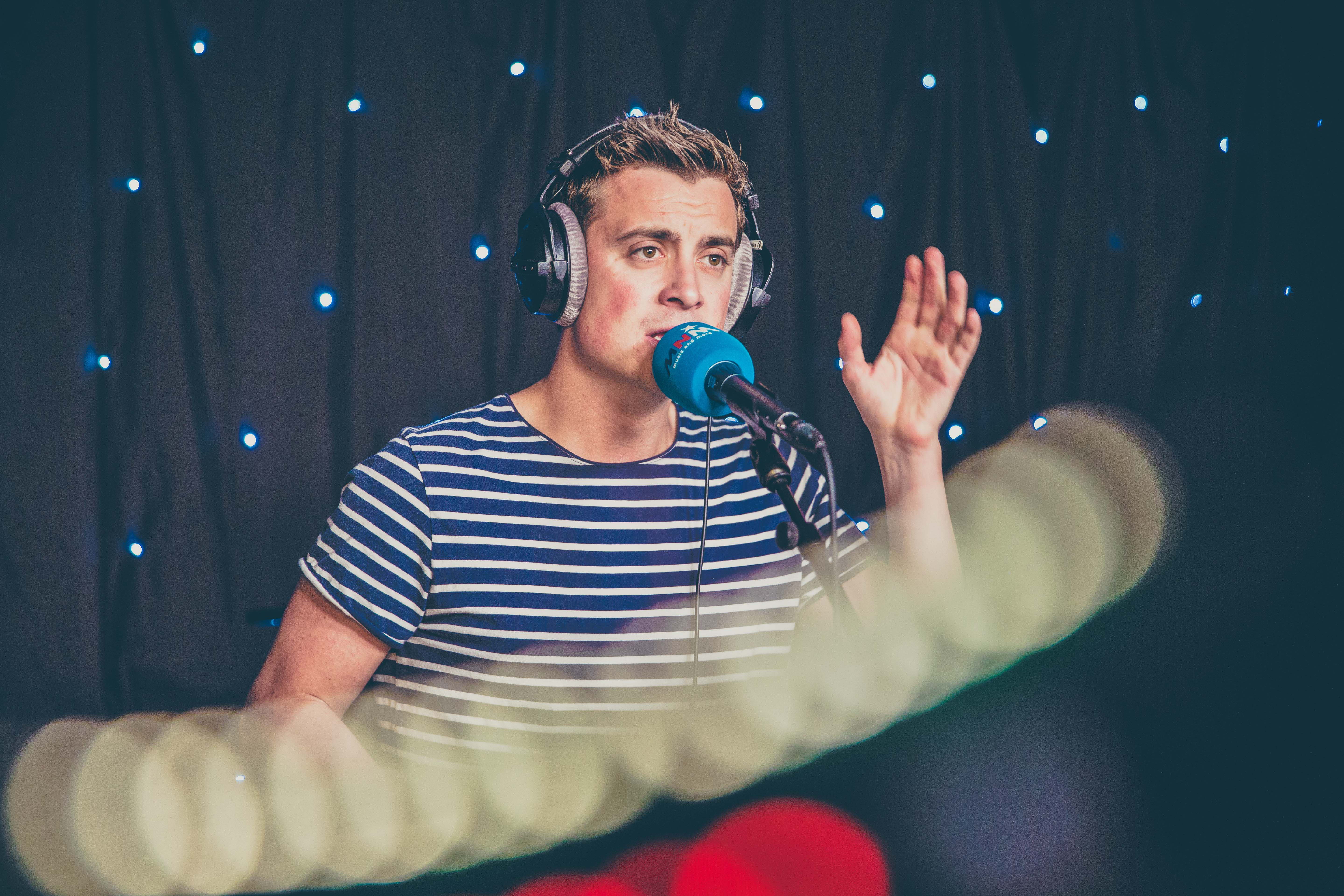
Niels Destadsbader won vijf van zijn zeven nominaties, en werd daarmee de grote winnaar van de avond.

De Music Industry Awards 2018 werden op 7 februari 2019 in Paleis 12 te Brussel uitgereikt. Het was de twaalfde editie van de Vlaamse muziekprijzen. Deze editie werd gepresenteerd door Peter Van de Veire.
Niels Destadsbader en Angèle kregen elk 7 nominaties, en zijn daarmee het meest genomineerd. Ze verzilverden er respectievelijk vijf en drie van.
Naast de categorieën waarin genomineerd werd, werden ook twee prijzen rechtstreeks toegekend: The Scabs kregen de Lifetime Achievement Award en PIAS Recordings kreeg de Sector Lifetime Achievement Award. De categorie 'Beste Album' was in 2018 voor het eerst geen sectorprijs meer.

## Optredens
| Artiesten                       | Nummers                               |
| ------------------------------- | ------------------------------------- |
| Angèle Roméo Elvis              | "Je veux tes yeux" Tout oublier"      |
| BLØF & Geike Arnaert            | "Zoutelande"                          |
| Blackwave.                      | "Whasgood?!"                          |
| Niels Destadsbader              | "Verover Mij"                         |
| Hooverphonic                    | "Uptight"                             |
| The Scabs                       | "Robbin'the Liquor Store"             |
| Regi Milo Meskens OT Jake Reese | "Ordinary" "You Have a Heart" "Ellie" |
| Tamino                          | "Indigo Night"                        |

## Categorieën

### Mia's bepaald door het publiek

#### Hit van het jaar
- Zoutelande - BLØF en Geike Arnaert
- Crazy - Lost Frequencies
- Verover Mij - Niels Destadsbader
- Ellie - Regi met Jake Reese

#### Beste Album
- 'Dertig' - Niels Destadsbader
- We begrijpen mekaar - Tourist LeMC
- Brol - Angèle
- Amir - Tamino

#### Solo Vrouw
- Angèle
- Axelle Red
- Coely
- Emma Bale

#### Solo Man
- Niels Destadsbader
- Tamino
- Novastar
- Tourist Lemc

#### Beste Groep
- Bazart
- Hooverphonic
- blackwave.
- Black Box Revelation

#### Beste Doorbraak
- Angèle
- OT
- blackwave.
- Whispering Sons

#### Best Pop
- Niels Destadsbader
- Milo Meskens
- Angèle
- Oscar and the Wolf

#### Best Urban
- Tourist LeMC
- Coely
- STIKSTOF
- blackwave.

#### Best Alternative
- Tamino
- Faces on TV
- The Bony King of Nowhere
- Whispering Sons

#### Best Dance
- Lost Frequencies
- Charlotte de Witte
- Regi
- Soulwax

#### Beste Nederlandstalig
- Niels Destadsbader
- Bazart
- Tourist LeMC
- Frank Vander linden

#### Vlaams Populair
- Niels Destadsbader
- Barbara Dex
- Christoff
- Helmut Lotti

### Mia's bepaald door de muzieksector

#### Beste Artwork
- Brol - Angèle
- Essential - Soulwax
- Current - Madensuyu
- Image - Whispering Sons

#### Auteur/Componist
- The Bony King of Nowhere
- Angèle
- Tamino
- Novastar (Joost Zweegers)

#### Live Act
- Arsenal
- Oscar and the Wolf
- Niels Destadsbader
- Tamino

#### Beste Muzikant
- David Poltrock
- Bert Dockx
- Fulco Ottervanger
- Jo Hermans

#### Beste videoclip
- Défiler - Stromae
- La loi de Murphy - Angèle
- Grip (Omarm me) - Bazart
- Tattoed Smiles - Black Box Revelation

## Meeste nominaties en MIA's

### Nominaties
| Aantal Nominaties | Artiest                  |
| ----------------- | ------------------------ |
| 7                 | Angèle                   |
| 7                 | Niels Destadsbader       |
| 5                 | Tamino                   |
| 4                 | Tourist Lemc             |
| 3                 | Whispering Sons          |
| 3                 | blackwave.               |
| 3                 | Bazart                   |
| 2                 | Black Box Revelation     |
| 2                 | Lost Frequencies         |
| 2                 | Regi                     |
| 2                 | Coely                    |
| 2                 | Novastar                 |
| 2                 | Soulwax                  |
| 2                 | The Bony King of Nowhere |

### Awards
| Aantal awards | Artiest            |
| ------------- | ------------------ |
| 5             | Niels Destadsbader |
| 3             | Angèle             |

## Trivia
- De MIA's hadden zoals dikwijls een gevolg op de albumlijst van Ultratop: Dertig van Niels steeg door naar plaats 2 (+1), Brol van Angèle naar plek 3 (+4). Amir van de vijf keer genomineerde Tamino steeg dan weer naar plaats 7 (+25) en Looking for Stars van Hooverphonic steeg naar plaats 25 (+22).
- De single Zoutelande, die verkozen werd tot Hit van het jaar, maakte een re-entry op plaats 41 in de Ultratop 50 een week na de MIA's.